# Assassinat de Pedro Álvarez
L'assassinat de Pedro Álvarez es va produir la nit del 15 de desembre de 1992 a l'Avinguda Catalunya de l'Hospitalet de Llobregat. Pedro Álvarez, de 20 anys, acompanyava aquella nit la seva parella Yolanda a casa, quan just després d'acomiadar-se, un cotxe va estar a punt d'atropellar-la. Això va desencadenar en una discussió en la qual el conductor va acabar disparant tres trets al cap a Pedro, que va ingressar mort a l'Hospital de Bellvitge. Dies després, va ser detingut un membre de la policia nacional espanyola, José Manuel Segovia Fernández, com a presumpte autor dels fets, però va ser exculpat per falta «de proves concloents» malgrat que va ser identificat en una roda de reconeixement i que alguns testimonis recordaven dos dígits corresponents amb la matrícula del seu cotxe.
El cas Pedro Álvarez va rebre el suport d'un ampli moviment social i milers de persones han participat en manifestacions per demanar justícia pel cas. El seu pare, Juan José Álvarez, ha protagonitzat una vaga de fam i diverses recollides de signatures perquè es reobrís el cas. El cas va ser arxivat el 1995 i reobert de nou per ser finalment arxivat per l'Audiència Nacional el 2000. Prescrigué l'octubre de 2020.
El 2020 es va estrenar la pel·lícula documental Nosaltres no oblidem, una producció de l'Associació Col·lectiva Audiovisual per a la Transformació Social (ACATS), que explica la lluita de la família Álvarez i de la plataforma que els va donar suport, per exigir la resolució del crim. L'equip del documental va recopilar un total de 700 hores de gravacions, registrades entre catorze mesos entre 2018 i 2020.